# Schach bei den Olympischen Spielen
Schach war bisher lediglich einmal als inoffizielle Schausportart bei den Olympischen Sommerspielen 2000 in Sydney vertreten. Das Internationale Olympische Komitee (IOC) überwachte zwei Partien zwischen Viswanathan Anand aus Indien und Alexei Schirow aus Spanien, die im Olympischen Dorf stattfanden. Die Partien wurden im Schnellschachformat ausgetragen, wobei jeder Spieler insgesamt 30 Minuten Spielzeit hatte. Beide Spiele endeten unentschieden. 
Der Internationale Schachverband wurde 1999 vom IOC anerkannt. Schach war aber nach dem Jahr 2000 bei keinen Olympischen Spielen mehr vertreten. 